# 練光亭
座標: 北緯39度01分24秒 東経125度45分26秒 / 北緯39.02333度 東経125.75722度
練光亭（リョングァンジョン）は、朝鮮民主主義人民共和国平壌市中区域にある李氏朝鮮王朝時代の建築物。大同門近くに位置し、大同江に面した断崖の上に建てられている。関西八景の一つに数えられ、古くから景勝地として知られている。

## 概要
大同江を望むこの地に最初に亭閣が建てられたのは高麗時代の1111年で、当時は山水亭と名づけられた。幾度かの再建を経ており、現存するものは1670年に建てられたものである。
高麗の高名な詩人金黄元が、ここから望む風景の美しさを詠おうとして終日詩を練ったものの、納得のいく作品を完成させることができず、ついに泣きながら去ったという逸話が残されている。文禄の役（壬辰倭乱）の折には、練光亭で小西行長と沈惟敬が会見をした。1609年、使臣として訪れた明の書画家・朱之蕃が練光亭からの景観に感銘し、「天下第一江山」と揮毫した懸板を練光亭に掲げた。